# Gennadiy Chernovol
Gennadiy Sergeyevich Chernovol (né le 6 juin 1976 en RSFS de Russie) est un athlète kazakh spécialiste du sprint. Il a notamment remporté quatre médailles lors des Championnats d'Asie d'athlétisme, dont une d'or sur 200 mètres en 2002. En salle, il échoue par trois fois en demi-finales sur 60 mètres, lors des Championnats du monde d'athlétisme en salle de 1999, 2001 et 2003.

## Carrière

### Les débuts
Gennadiy Chernovol remporte sa première médaille sur la scène internationale lors de l'édition 1997 des Jeux Centrasiatiques, en remportant le 200 mètres (21 s 52).
Il confirme l'année suivante, lorsqu'il prend la 3e place, toujours sur 200 mètres, aux Championnats d'Asie de 1998 (20 s 92).

Au début des années 2000, il s'impose comme l'un des meilleurs sprinteurs du continent asiatique, avec plusieurs médailles lors des compétitions continentales. Il participe notamment aux Jeux olympiques de 2000 à Sydney sur 200 mètres, mais est éliminé en séries (20 s 95). 

### 2001, la progression
Lors de la saison 2001, Gennadiy Chernovol améliore sur record personnel sur 200 mètres de 20 s 95 à 20 s 47.
À l'Universiade d'été de 2001, le Kazakh remporte deux médailles d'argent : sur 100 mètres en 10 s 29, devancé par l’Américain Marcus Brunson, et sur 200 mètres en 20 s 57, battu cette fois par le Polonais Marcin Urbas. 
La même année, aux Jeux de l'Asie de l'Est à Osaka, il remporte aussi deux médailles : l'or sur 100 mètres (10 s 28) et l'argent sur 200 mètres (20 s 55), battu par le Japonais Shingo Suetsugu

### 2002-2003, meilleures années de Chernovol
En 2002, il s'illustre en se classant 3e du 200 mètres lors du meeting Golden Gala de Rome, comptant pour la Golden League, réalisant pour l'occasion son record personnel (20 s 44).

Sa médaille d'or sur 200 mètres lors des Championnats d'Asie d'athlétisme 2002, lui permet de représenter l'Asie sur cette distance lors de la Coupe du monde des nations d'athlétisme 2002 à Madrid. Il terminera 6e de la course (20 s 73), mais sera finalement classé à la 5e place à la suite de la disqualification pour dopage de l'Américain Ramon Clay initialement 4e.
En 2003, Chernovol remporte les quatre étapes de l'Asian Grand Prix Series sur 100 mètres (Hyderabad, Colombo, Bangkok et Manille) avec une meilleure performance à 10 s 31 lors de la dernière étape,. 
Aux Championnats du monde d'athlétisme 2003, il est éliminé en quarts de finale sur 100 mètres avec 10 s 42 (après avoir réalisé 10 s 33 en séries). Sur 200 mètres, il échoue dès les séries, avec 21 s 11.
Il réalise également le doublé 100 mètres - 200 mètres lors des Jeux de l'Asie centrale de 2003, réalisant respectivement 10 s 50 et 21 s 04.
En octobre, il se classe 2e sur 200 mètres lors des Jeux afro-asiatiques, à Hyderabad, avec 20 s 81. Il est devancé par le Namibien Frankie Fredericks (20 s 57).

### 2004, la fin de carrière
Début 2004, Gennadiy Chernovol se classe 2e du 60 mètres du meeting Russian Winter de Moscou, en 6 s 66.
Aux Jeux olympiques d'été de 2004 à Athènes, il participe au 100 mètres, et est éliminé en quarts de finale (10 s 42).
Gennadiy Chernovol met un terme à sa carrière en 2005.
Par ailleurs, Gennadiy Chernovol est marié avec la sauteuse en hauteur russe Anna Chicherova, avec qui il a une fille, Nika, née en septembre 2010.

## Palmarès
| Année | Compétition                | Lieu      | Résultat | Épreuve | Performance |
| ----- | -------------------------- | --------- | -------- | ------- | ----------- |
| 1998  | Championnats d’Asie        | Fukuoka   | 3e       | 200 m   | 20 s 92     |
| 2001  | Universiades               | Pékin     | 2e       | 100 m   | 10 s 29     |
| 2001  | Universiades               | Pékin     | 2e       | 200 m   | 20 s 57     |
| 2001  | Jeux de l'Asie de l'Est    | Osaka     | 1er      | 100 m   | 10 s 28     |
| 2001  | Jeux de l'Asie de l'Est    | Osaka     | 2e       | 200 m   | 20 s 55     |
| 2002  | Championnats d’Asie        | Colombo   | 2e       | 100 m   | 10 s 50     |
| 2002  | Championnats d’Asie        | Colombo   | 1er      | 200 m   | 20 s 73     |
| 2002  | Coupe du monde des nations | Madrid    | 5e       | 200 m   | 20 s 73     |
| 2002  | Jeux asiatiques            | Busan     | 2e       | 200 m   | 20 s 57     |
| 2003  | Championnats d’Asie        | Manille   | 2e       | 100 m   | 10 s 27     |
| 2003  | Jeux afro-asiatiques       | Hyderabad | 4e       | 100 m   | 10 s 46     |
| 2003  | Jeux afro-asiatiques       | Hyderabad | 2e       | 200 m   | 20 s 81     |

### Autres
- Champion du Kazakhstan sur 100 m : 2002, 2003[16].

## Records
Gennadiy Chernovol détient le record d'Asie du 50 m en salle avec 5 s 69, réalisé en 2002 à Liévin lors d'un 60 m.

En plein air, son record personnel sur 100 m est de 10 s 18, réalisé à Almaty en 2002. Sur 200 m, son meilleur temps est de 20 s 44 à Rome, toujours en 2002.

En salle, son record sur 60 m est de 6 s 57, performance réalisée pour remporter le meeting d'Erfurt en 2002. Sur 200 m, il a réalisé 20 s 95 à Tianjin en 2001.
| Épreuve    | Performance | Lieu   | Date            |
| ---------- | ----------- | ------ | --------------- |
| 100 mètres | 10 s 18     | Almaty | 22 juin 2002    |
| 200 mètres | 20 s 44     | Rome   | 12 juillet 2002 |

| Épreuve    | Performance | Lieu    | Date             |
| ---------- | ----------- | ------- | ---------------- |
| 50 mètres  | 5 s 69      | Liévin  | 24 février 2002  |
| 60 mètres  | 6 s 57      | Erfurt  | 1er février 2001 |
| 200 mètres | 20 s 95     | Tianjin | 18 février 2001  |